# 프랑크푸르트 U반
프랑크푸르트 U반(독일어: U-Bahn Frankfurt), 또는 프랑크푸르트 지하철은 독일 헤센주 프랑크푸르트에서 운행되는 도시철도로, 라인-마인 S반, 프랑크푸르트 노면전차와 함께 프랑크푸르트 대중교통 시스템의 중심을 이루고 있다. 1996년부터 VGF(Stadtwerke Verkehrsgesellschaft Frankfurt am Main, 프랑크푸르트 시영교통공사)에서 소유 및 운영되고 있으며, RMV(Rhein-Main-Verkehrsverbund, 라인-마인 운송협회)의 일부다. 면허 계약은 2031년 12월 31일까지이며 갱신 가능하다. VGF의 계약 권한은 시영 교통 회사인 traffiQ에 있다.
지하철은 1968년에 개통했고, 이후 여러번의 연장이 있었다. 교외에 있는 3개의 도심 터널과 지상 노선으로 구성되어 있다. 노선의 약 59%가 지하에 있다. 지상 구간은 해당 구간이 평면 교차에서 독자적으로 확장되기 때문에 기존의 도시 철도와 다른 기준으로 운행된다. - 완전한 입체교차가 아니기 때문에 라이트 레일(슈타트반)에 더 가깝다.
프랑크푸르트 시내의 모든 대중교통망과 마찬가지로 지하철도 1995년부터 라인-마인 운송협회(RMV) 관세구역에 포함되었다. 1974년부터 RMV가 설립될 때까지 시영교통공사는 이전 그룹인 프랑크푸르트 운송협회(FVV)의 주주였다.
노선망 총 86.85 km의 9개 노선과 86개 역으로 구성된다. 9개 노선 중 8개 노선이 도심을 통과한다.(U9호선 제외) 2012년 지하철 총 탑승객 수는 1억 11730만 명이며, 하루 평균 약 32만 1000명이다. 가장 최근인 2010년 12월 12일에 U8호선과 U9호선인 두 개의 새 노선이 추가되어, 리트베르크(Riedberg)에 있는 대학 캠퍼스와 새로운 개발구를 연결했다. U9호선 지하철은 도심을 지나지 않는 첫 번째 노선이다.

## 현재 노선
지하철은 U1에서 U9까지의 9개의 노선으로 구성되어 있으며, 3개의 터널을 기준으로 3개의 기본 경로를 운영하며, 교외에서 프랑크푸르트 중앙역까지는 미완성된 상태이다.
노선 네트워크는 1435 mm 표준궤의 "A", "B", "C", "D"의 네 경로로 구성된다. 모든 운행 노선의 길이는 64.85 km이다. 경로의 중앙 구간을 "기본 구간" 또는 "간선 구간"이라고 한다. 이들은 일반적으로 단 한 노선으로 구동되며 "업그레이드된 노선"이라고 하고, 여러 개의 "연결 노선"으로 나뉜다. "기본 구간"및 "연결 구간"이라는 용어와 그 지정은 건설 구간의 이름을 기반으로 한다. 구간은 경로의 문자와 로마숫자 접미사-연결 구간의 아라비아 숫자로 지정되었다. 연결 노선 "A1", "A2", "A3", "B1"의 지정은 1978년까지 노선을 지정하는 데에도 사용되었다.
프랑크푸르트 U반은 독일의 모든 슈타트반 차량, 트램, 지하철과 마찬가지로 전차 건설 및 운영 규정의 규제를 받는다. 뢰머슈타트와 긴하임 사이의 지상 구간은 물론 지하 구간은 독립적으로 분리된 철도로 개발되었으며, 지상 구간은 대부분이 도로와 분리된 철도이나, 일부 구간이 특수 철도로 건설되었다. 이 구간에는 도로 교통 및 보행자 통로 등 다양한 교차점이 있다. U5호선의 경우 프리트베르크 도로(Friedberger Anlage)와 마르바흐베크 사이의 구역에서 주로 거리층의 철도에서 운행된다.
지하 구간 :
- A선 : 도른부슈 남쪽, 시내 중심, 노르트베스트첸트룸 (작은 구역)
- B선 : 셰펠레크 및 세크바허 란트슈트라세에서 보켄하이머 바르테까지.
- C선 : 키르히플라츠에서 요한나-테슈-플라츠 및 동역 까지

| 경로       | 노선 | 주요구간 | 역수 |
| ---------- | ---- | --- | ---- |
| A (및 D)   | U1   | 긴하임 - 뢰머슈타트 - 노르트베스트첸트룸 - 하우프트바헤 - 빌리-브란트-플라츠 - 남역                                                           | 20   |
| A          | U2   | 바트 홈부르크-곤첸하임 - 오베르-에슈바흐 - 니더-에슈바흐 - 보나메스 - 하우프트바헤 - 빌리-브란트-플라츠 - 남역                                | 21   |
| A          | U3   | 오베르우르셀-호에마르크 - 오베르우르셀 - 니더우르셀 - 하우프트바헤 - 빌리-브란트-플라츠 - 남역                                                | 28   |
| B (및 C+D) | U4   | 엔카임 - 셰플레슈트라세 - 세크바허 란트슈트라세 - 본하임 - 콘슈타블러바헤 - 빌리-브란트-플라츠 - 중앙역 - 페스트할레/메세 - 보켄하이머 바르테 | 15   |
| B          | U5   | 프로잉게스하임 - 에켄하임 - 공동묘지 - 콘슈타블러바헤 - 빌리-브란트-플라츠 - 중앙역                                                           | 16   |
| C          | U6   | 헤어슈트라세 - 보켄하이머 바르테 - 하우프트바헤 - 콘슈타블러바헤 - 동역                                                                       | 15   |
| C          | U7   | 하우젠 - 보켄하이머 바르테 - 하우프트바헤 - 콘슈타블러바헤 - 아이스슈포르트할레 - 헤센-센터 - 엔카임                                          | 20   |
| A (및 D)   | U8   | 리드베르크 - 니더우르셀 - 하우프트바헤 - 빌리-브란트-플라츠 - 남역                                                                            | 19   |
| D (및 A)   | U9   | 니더-에슈바흐 - 리드베르크 - 니더우르셀 - 노르트베스트첸트룸 - 뢰머슈타트 - 긴하임                                                            | 12   |

### 경로
아래는 개별 경로이다.
|  | 구간                  | 노선    | 운행계통 | 개장일자  | 역수 | 배차 | 배차 | 배차  |  |
|  | --------------------- | ------- | --- | --------- | ---- | ---- | ---- | ----- |  |
|  | A1                    | U1      | 긴하임 ↔ 헤데른하임 호흐반: 긴하임 – 뢰머슈타트 – 터널: 노르트베스트첸트룸 – 헤데른하임 란트슈트라세 – 아이젠반: 찰베크 – 헤데른하임                                                          | 1968–1978 | 6    | 7½   | 10   | 15    |  |
|  | A2                    | U2      | 바트 홈부르크-곤첸하임 ↔ 헤데른하임 아이젠반: 곤첸하임 – 니더-에슈바흐 – 보나메스 – 메르톤비르텔 – 헤데른하임                                                                                 | 1971      | 7    | 7½   | 10   | 15    |  |
|  | A3                    | U3      | 오베르우르셀-호에마르크 ↔ 헤데른하임 아이젠반: 호에마르크 – 오베르우르셀 – 바이스키헨 – 니더우르셀 – 헤데른하임                                                                               | 1978      | 14   | 7½   | 15   | 15    |  |
|  | B1                    | U5      | 프로잉게스하임 ↔ 콘슈타블러바헤 슈타트반: 프로잉게스하임 – 기센 가 – 에켄하임 – 마르바흐베크 – 노면전차: 공동묘지 – 에켄하이머 란트슈트라세 – 노르트엔트 – 터널: Scheffeleck – 콘슈타블러바헤 | 1974–1978 | 12   | 5    | 7½   | 10–20 |  |

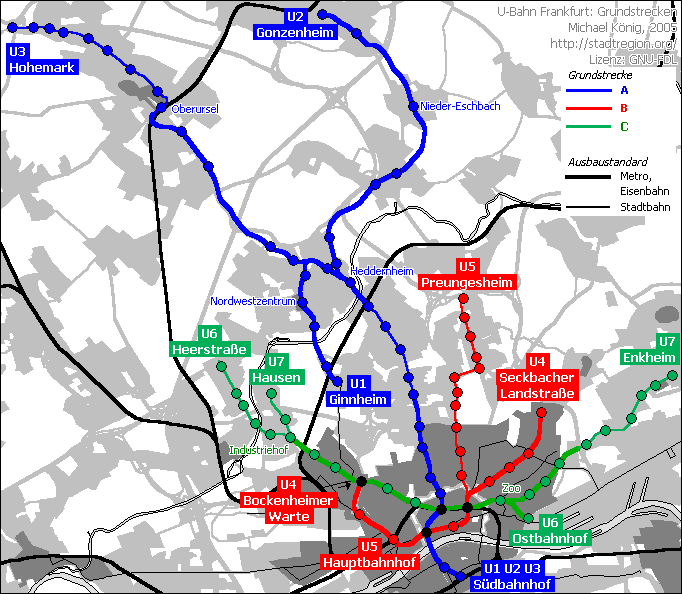
A,B,C 구간이 표시된 프랑크푸르트 U반 노선도

|  | B2                    | U4      | 본하임 세크바허 란트슈트라세 ↔ 콘슈타블러바헤 터널: 본하임 – 노르트엔트 – 콘슈타블러바헤 슈타트반: 본하임 세크바허 란트슈트라세 – 셰플레슈트라세 – (엔카임 mit U7)                            | 19801     | 4    | 5    | 7½   | 10–20 |  |
|  | C1                    | U4 · U7 | 동물원 ↔ 엔카임 터널: 동물원 – 오스트엔트 – 아이스슈포르트할레 (nur U7) – 슈타트반: 리더발트 – 보르시히알레 – 엔카임 (U4 und U7)                                                              | 1992      | 9    | 7½   | 10   | 20    |  |
|  | C4                    | U6      | 동물원 ↔ 동역 터널: 동물원 – 동역 | 1999      | 1    | 7½   | 10   | 20    |  |
|  | 하우젠                | U7      | 하우젠 ↔ 인두슈트리호프 슈타트반: 하우젠 – 인두슈트리호프 | 1986      | 2    | 7½   | 10   | 20    |  |
|  | 헤어슈트라세          | U6      | 프라운하임 헤어슈트라세 ↔ 인두슈트리호프 슈타트반: 프라운하임 – 루드비흐-란트만 가 – 하우젠 – 인두슈트리호프                                                                                  | 1986      | 5    | 7½   | 10   | 20    |  |
|  | D4 (과거 A2로 알려짐) | U8 · U9 | 니더우르셀 ↔ 압츠바이히 칼바흐 슈타트반: – 니더우르셀 – 리트베르크 – 보나메스 → 프랑크푸르트-니더-에슈바흐                                                                                    | 2010      | 4    | 15   | 15   | 30    |  |

1. ↑  역과 엔카임 사이를 연결하는 C1선은 추가로 U4선의 개별 열차로 추가 운행된다. 표의 내용은 U7선만을 나타낸다.
2. ↑  건설구간 C IV선은 실제로 기본구간 C선의 일부분이다. 이 구간은 연결구간에 해당하므로 이 표에 수록되어 있다.

## 차량 기지
- 헤데른하임(Heddernheim) - A선 & D선
- 오스트(Ost) - B선 & C선

## 철도 차량

### U1형

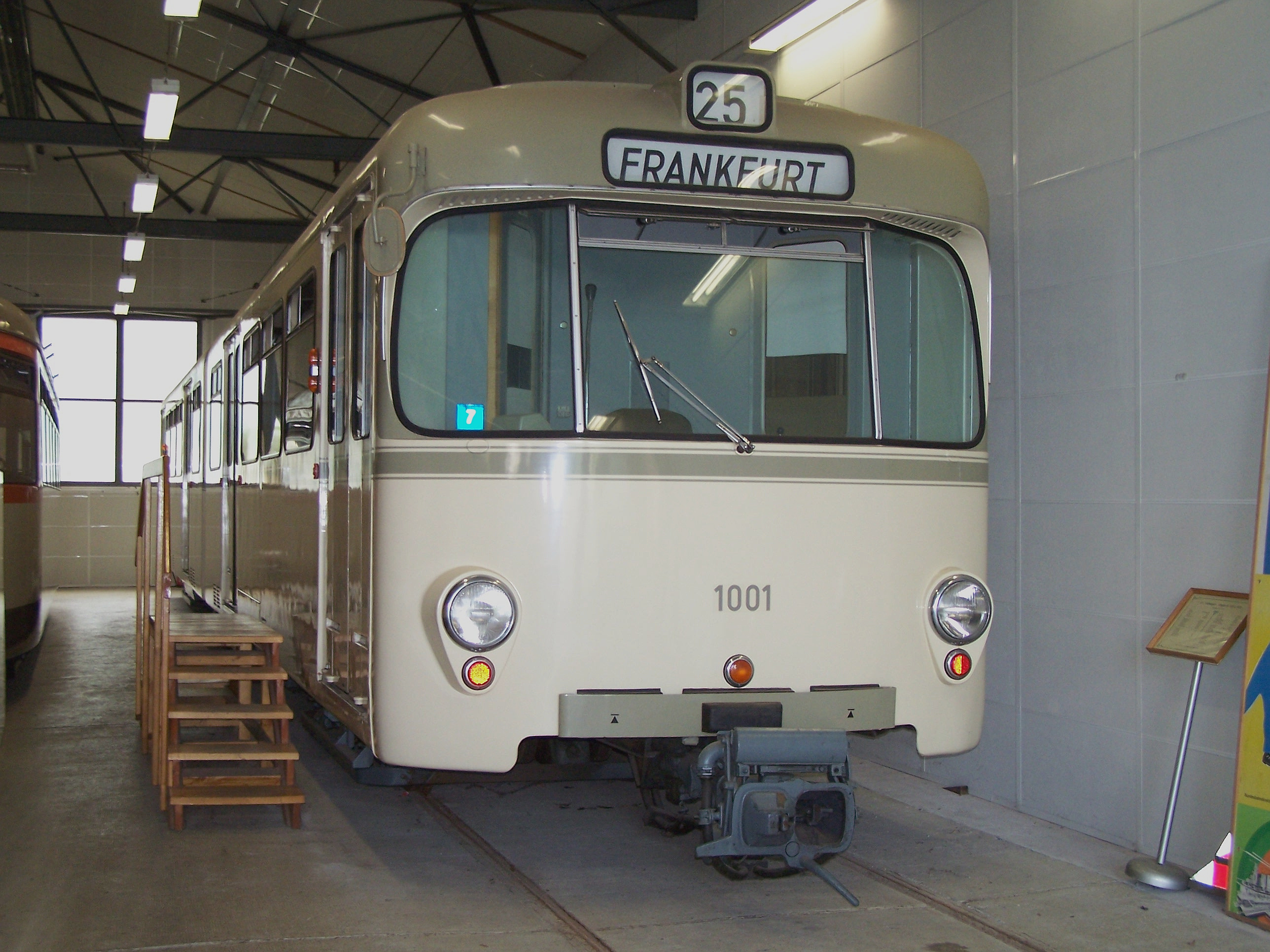
U1 prototype vehicle 1001

U1형은 이전 전차에서 파생된 1965년 DÜWAG에서 제작한 2량 6축,2단 프로토 타입 차량으로 구성된다. 도색되지 않은 차체로 도입하여, 나중에 모두 빨간색으로 도색하면서 1966년에서 1976년까지 사용되었으며, 세계 최초의 현대식 LRV 중 하나였다. 차량은 새로운 유형과 호환되지 않기 때문에 10년 후 운행에서 제외되었다. U1형의 복제본이 프랑크푸르트 교통 박물관에 보관되었다.

### U2형

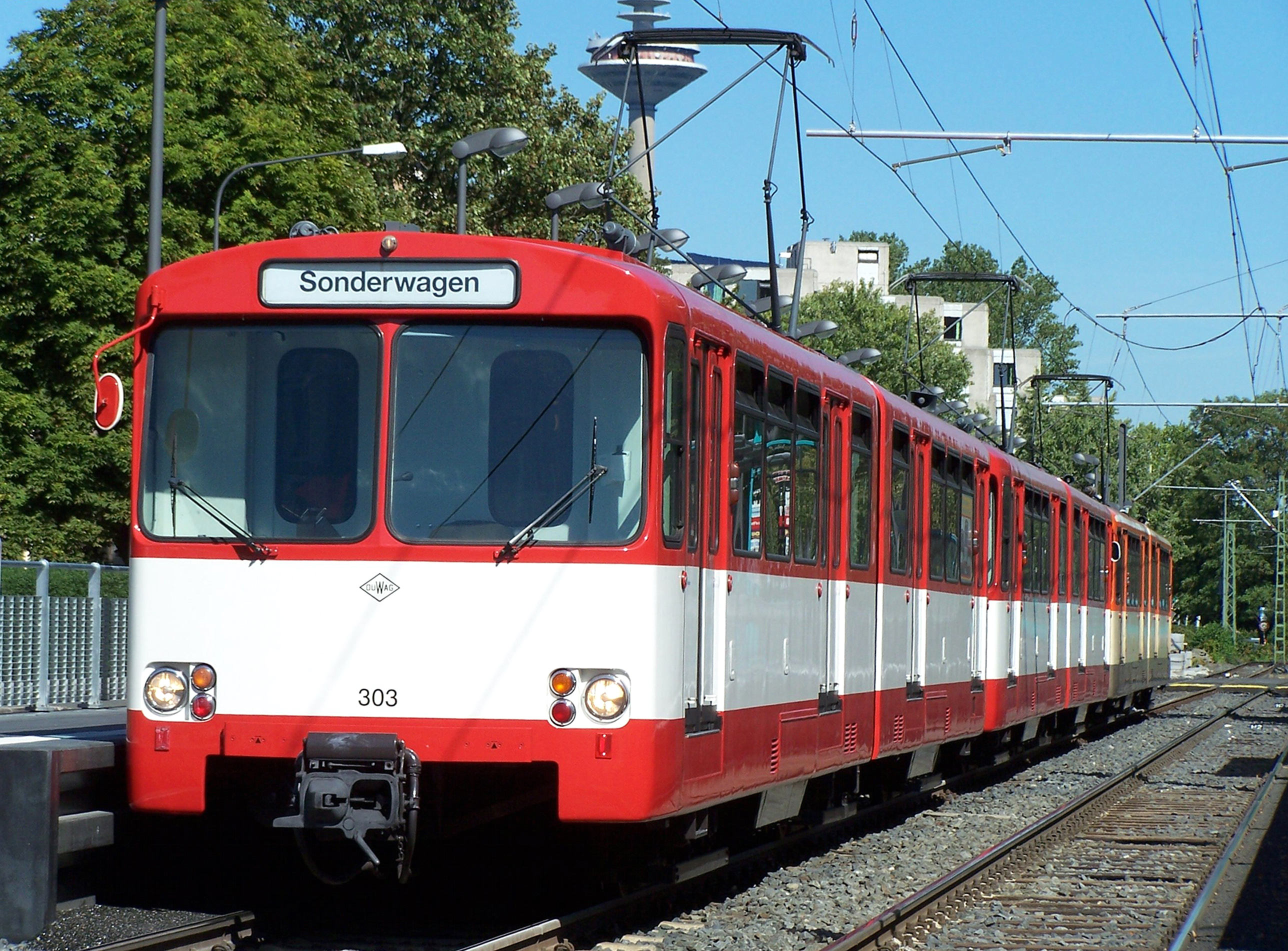
U2 car 303 in original livery

U2형은 네트워크의 첫 번째 생산 수단이었다. DÜWAG는 1968년부터 1978년까지 이 세 가지 배치로 97대의 차량을 만들었다. 1980년 차량기지에서 화재가 발생하자 5개 편성이 파손되었고, 1984년에는 7개의 복제 편성으로 교체되었다. 이 열차는 빨간색과 흰색으로 도색되어 1968년부터 2016년까지 사용되었다. 변형인 U2h형은 일반 U2형보다 탑승 높이가 낮으며 2013년까지 사용되었다.
U2e형은 2015년에 계획된 재설계 프로젝트로 간주되었지만, 연도 제한으로 인해 모든 U2형 차량을 최신 U5형으로 대차하기로 결정되었다. 지난 U2형 차량은 48년 이상 사용된 후 2016년 4월 3일에 고별 운행을 마친후 퇴역하였다. U2h형 견본으로 303, 304, 305호가 보존되었다.
지멘스는 북미 라이트 레일 시장에 U2형 설계를 적용하여 U2형을 북미 지역 최초의 현대식 LRV 차량으로 만들었다.

### U3형

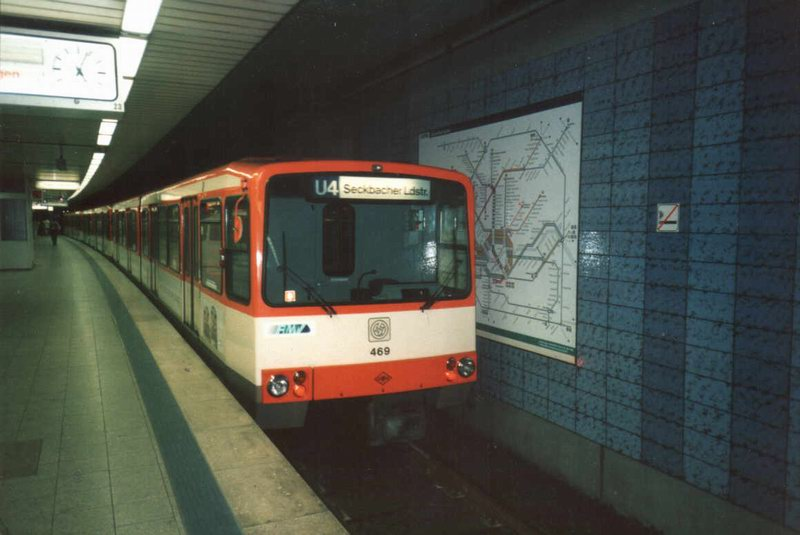
U3 car 469 in original livery

U3형은 U2형으로 기반으로 하지만, 길이가 약간 길고 철강으로 만든 경량 디자인으로 지하 작업용으로 설계되었다. DÜWAG는 RMV(구 FVV)에 적용되었고, 1980년부터 사용중이던 현재의 청색으로 도색된 27개의 차량을 만들었다. 그러나, 2015년 4월 13일에 4,5호선에서 기존 차량은 U5형 열차로 대차되고, 현재는 6호선에만 배치되어 있다.

### U4형

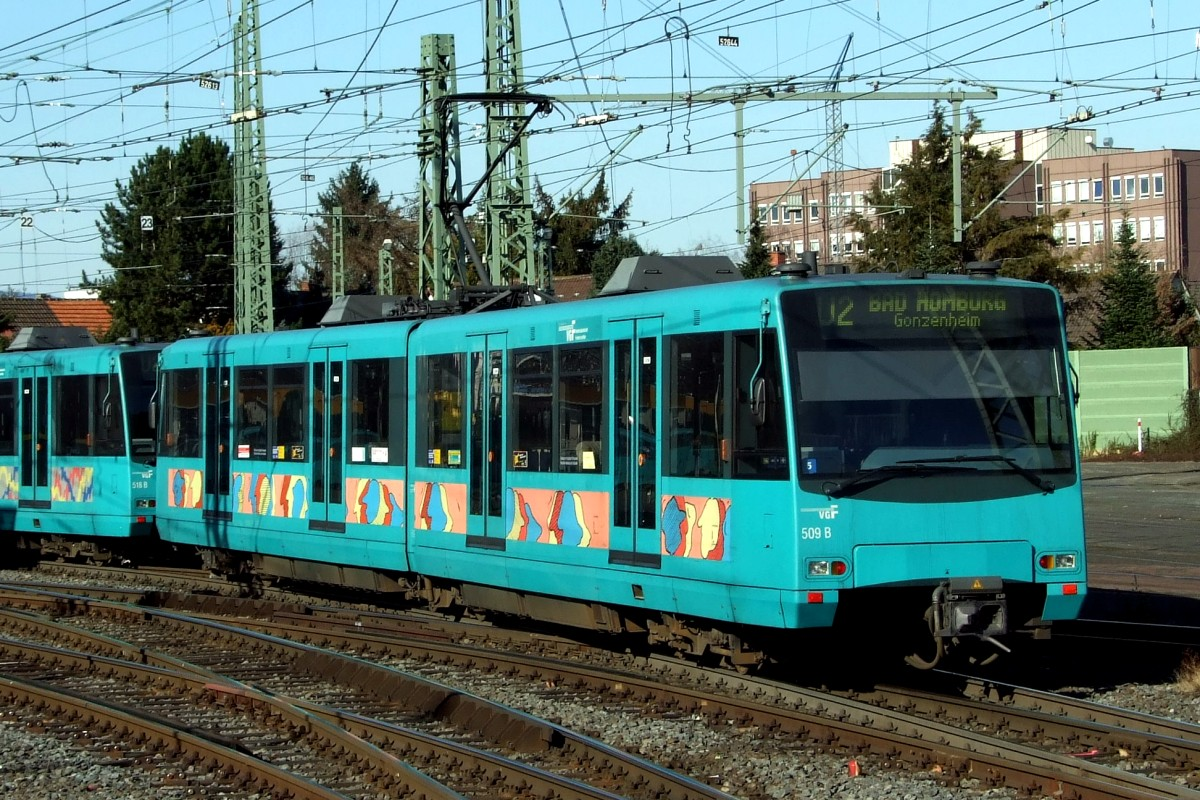
U4형 509호 차량

U4형은 U3형의 개발품으로, 기술적으로 R형 전차와 모양이 유사하다. 지멘스와 DÜWAG는 현재 39대의 차량을 생산했으며, 현재는 청색 도색이 되어있으며, 1994-98년 이후로 사용되고 있다. 원래 1,2,3호선에 우선 배치되었고, 나중에 8,9호선에 배치되었다. 2007년에 2대의 U4형 차량이 사고를 당하면서 조기에 퇴역하게 되었다.

### U5형

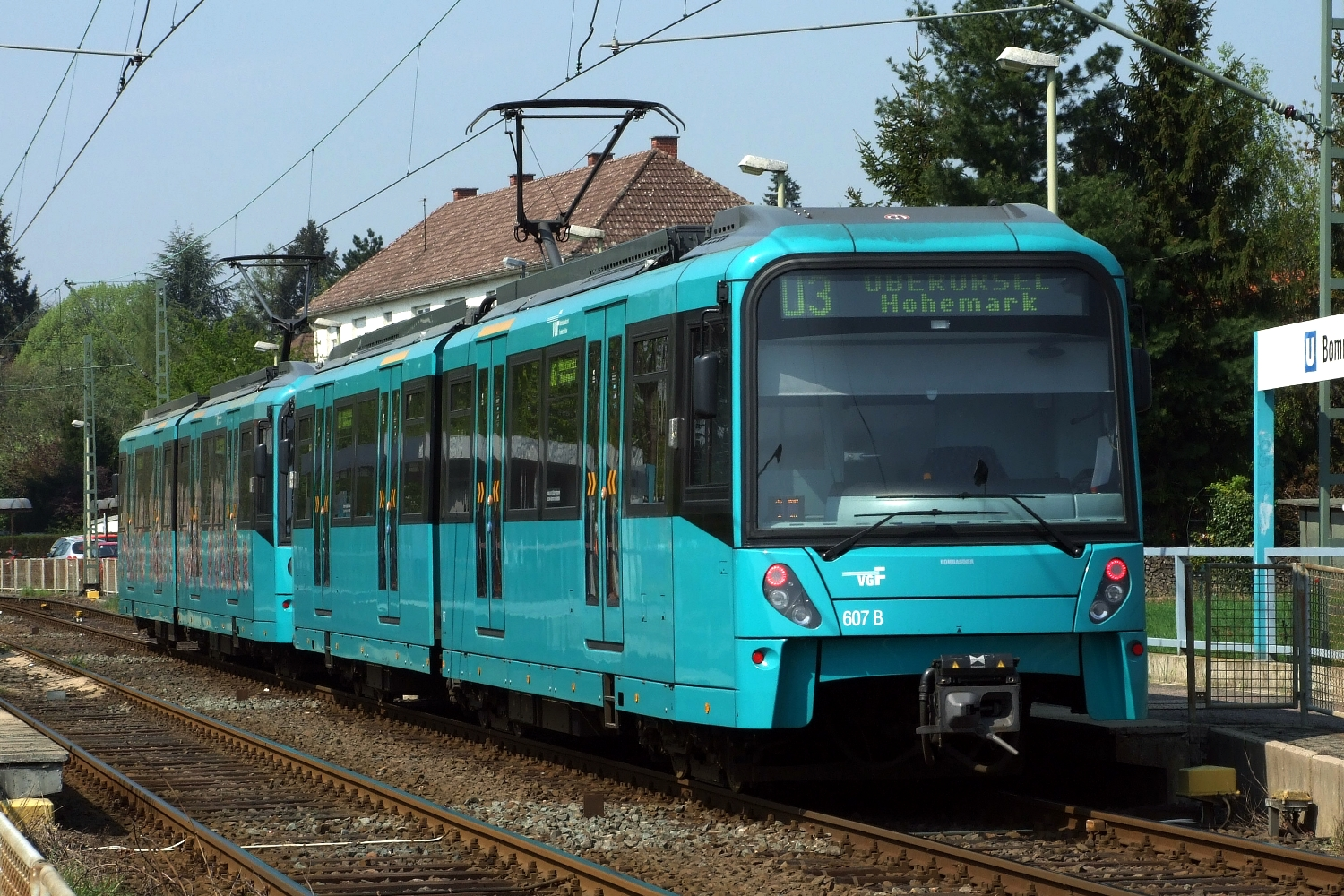
U5-25형 607호 차량

지하철 차량의 최신 U5형은 바우첸의 봄바디어 트랜스포테이션에서 2008년부터 생산되었다. 146대의 차량 중 1차 도입이 2005년에 있었고 2011년에 78대의 주문이 추가되었다. 2010년에 생산 공장에서 화재가 발생했다. 이 차량들은 모든 노선에 배치되었으며 차후에 구형 차량을 점차 대체할 예정이다.
U5형에는 두 가지 유형이 있다. U5-25는 구형 차량과 같은 두 객차의 굴절형으로 구성되는 반면, U5-50은 두 객차 사이에 캡이 없이 영구적으로 결합 된 U5-25 편성으로 구성된다. 이 개념은 하노버 슈타트반에서 사용된 TW 2000과 유사하다.

### Pt형

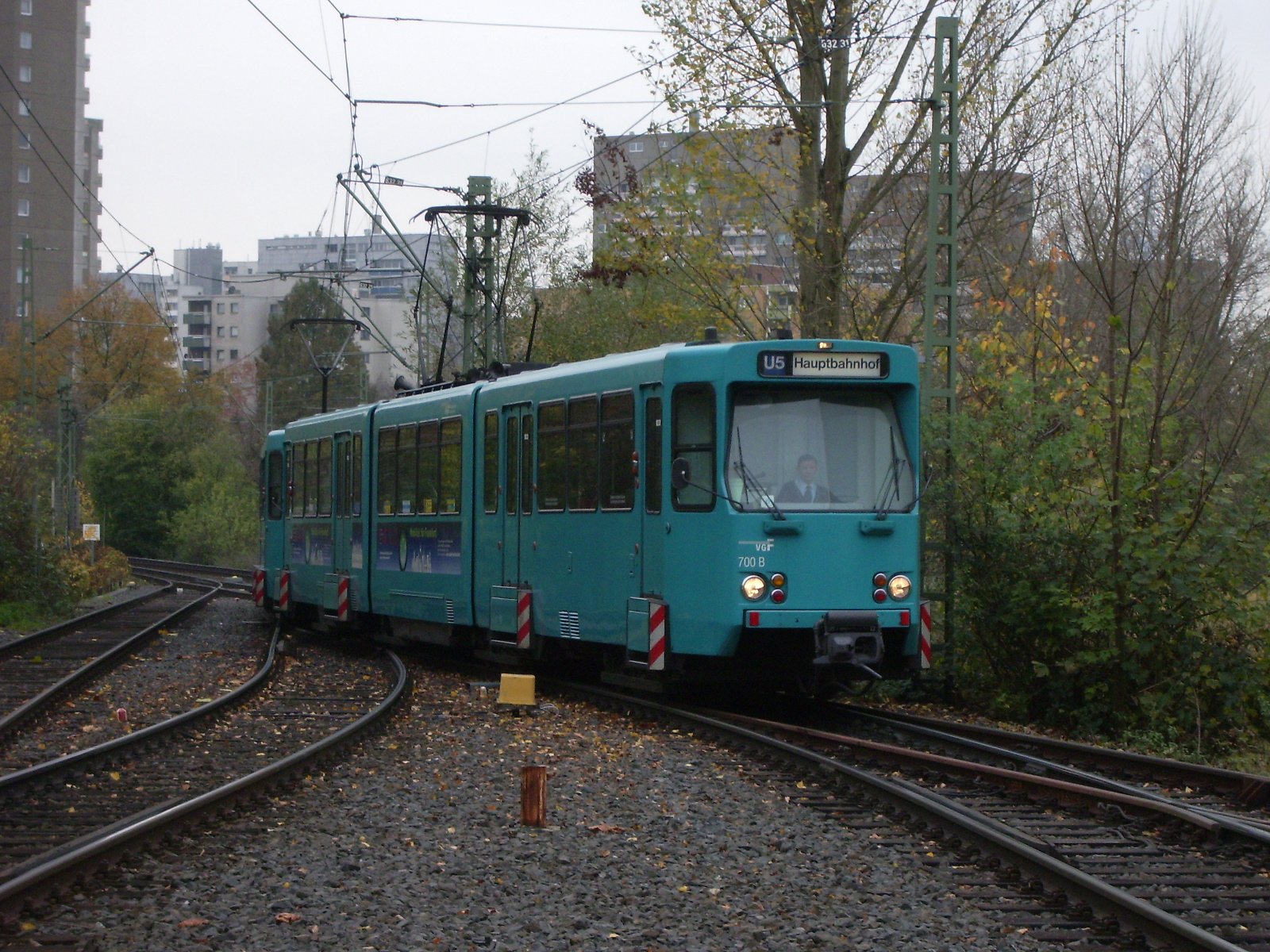
U5호선의 Ptb형 700호 차량

Pt형은 5호선에서 1979년부터 2016년까지 사용되었는데, 승강장이 너무 낮아 다른 노선에서 사용된 일반 열차를 사용할 수 없었다. 그 노선이 네트워크의 나머지 부분에서 사용되는 고상 승강장으로 바뀜에 따라 2007년에는 Pt형 차량이 퇴역하고, 2016년에는 파란색 도색의 Ptb가 퇴역했다.

## 같이 보기
- 라인-마인 S반
- 프랑크푸르트암마인 노면전차
- 지하철 목록